# 燕子砭站
燕子砭站是位于陕西省汉中市宁强县燕子砭镇的一个铁路车站，邮政编码724407。车站建于1956年，有宝成铁路经过该站，现办理货运业务，客运仅办理6063/4次列车通勤业务。车站及其上下行区间均已电气化。车站距离宝鸡站283公里，隶属西安铁路局汉中车务段，是四等站。